# Navigator Dzinkambani
Navigator Dzinkambani (7 gennaio 1974 – 31 agosto 2006) è stato un calciatore malawiano, di ruolo portiere.

## Biografia
Si è ritirato nel 2005 per un cancro all'occhio che lo ha portato alla morte un anno dopo.
È morto a causa dell'AIDS.